# 大老山公路
大老山公路（英語：Tate's Cairn Highway），是香港2號幹線的末段，連接大老山隧道沙田出口及沙田馬料水。全路段均為三線雙程分隔公路，車速限制為每小時80公里。
公路北面由9號幹線吐露港公路的馬料水交匯處起，以橋樑橫跨城門河，設分層交匯處與馬鞍山路交匯連接馬鞍山和西貢半島；後沿城門河岸向西南行至石門交匯處轉向南至小瀝源，至大老山隧道收費廣場為止，當中有支路連接1號幹線的沙田路（稱為沙瀝公路）。公路中央分隔帶為港鐵屯馬綫。

## 歷史
T5路及T6路連接第二條連接九龍與新界的隧道大老山隧道，於1988年獲立法局通過興建，惟部分路段比大老山隧道更早通車。
馬鞍山路在規劃時，曾包括大老山公路石門交匯處至馬鞍山路路段，相關路段的南行線早於1986年便已通車。1988年大老山隧道獲立法局通過興建，為配合隧道工程，當局隨即為馬鞍山路升格為主幹道，直駁當時規劃的T5路，並加建石門交匯處。1989年石門交匯處至馬鞍山路段北行線路段亦通車，並且於亞公角漁民新村對出另闢輔助道路亞公角街。T5路及T6路於1991年6月26日與大老山隧道及觀塘繞道第三期「大老山隧道引道及太子道交匯處」同時通車，原馬鞍山路縮短至T6路以北，剩餘路段改稱T5路，構成一條貫通新界東北及香港島的走廊，即現時的二號幹線。
1992年1月31日，T5路的沙田路至大老山隧道段改名為「沙瀝公路」，大老山隧道至馬鞍山路段則聯同橫跨城門河的T6路合併為「大老山公路」。

## 出口
| 大老山公路                                                                                          | 大老山公路 | 大老山公路                                                                          |
| --------------------------------------------------------------------------------------------------- | ---------- | ----------------------------------------------------------------------------------- |
| 北行                                                                                                | 出口編號   | 南行                                                                                |
| 連接吐露港公路                                                                                      |            |                                                                                     |
| 大老山公路終點                                                                                      |            | 大老山公路起點                                                                      |
| 馬料水、香港中文大學、大學站、沙田污水處理廠、水警北分區基地、科學園、白石角、馬場 澤祥街、科學園路 | 7A         | 不適用                                                                              |
| 馬鞍山、大水坑、烏溪沙、十四鄉、西貢及北潭涌 馬鞍山路                                               | 7          | 馬鞍山、大水坑、烏溪沙、十四鄉、西貢及北潭涌 馬鞍山路                               |
| 石門、大水坑、亞公角 石門交匯處、亞公角街、大涌橋路                                                 | 6          | 石門、大水坑、亞公角 石門交匯處、亞公角街、大涌橋路                                 |
| 沙田市中心、沙田圍、圓洲角、火炭 沙瀝公路                                                           | 5          | 沙田市中心、沙田圍、圓洲角、火炭 沙瀝公路                                           |
| 小瀝源、石門、黃泥頭、圓洲角、沙田第一城、威爾斯親王醫院、水泉澳 小瀝源路、沙田圍路                 | 4          | 小瀝源、石門、黃泥頭、圓洲角、沙田第一城、威爾斯親王醫院、水泉澳 小瀝源路、沙田圍路 |
| 大老山公路起點                                                                                      |            | 大老山公路終點                                                                      |
| 連接大老山隧道                                                                                      |            |                                                                                     |

## 電視拍攝
- 政府宣傳片 - 1991年運輸署使用快速公路指南

## 嚴重意外
- 2018年5月4日，大老山公路發生巴士起火事件。
- 2024年3月4日，大老山公路發生交通意外，導致2名司機1死1傷。不幸的是，其後9月28日港深西部公路再度發生同類意外，2名司機死亡。